# پرسیستنت سیستمز
پرسیستنت سیستمز (انگلیسی: Persistent Systems) شرکت فناوری اطلاعات هندی است، که در سال ۱۹۹۰ تأسیس شد.